# Diosmectite
Diosmectite (tên thương hiệu Smecta, Smecdral) là một silicat tự nhiên của nhôm và magiê được sử dụng làm chất hấp phụ đường ruột trong điều trị một số bệnh đường tiêu hóa, bao gồm cả tiêu chảy cấp và nhiễm trùng tiêu chảy do nhiễm trùng. Các ứng dụng khác bao gồm: tiêu chảy mãn tính gây ra bởi bức xạ, gây ra bởi hóa trị và tiêu chảy do hội chứng suy giảm miễn dịch mắc phải. Nó không hòa tan trong nước.

## Cơ chế hoạt động
Hiệu quả của nó trong việc cải thiện tính nhất quán của phân là kết quả của khả năng hấp thụ vi khuẩn, vi rút và độc tố cũng như củng cố hàng rào chất nhầy của ruột để giảm các kháng nguyên lòng đi qua hàng rào chất nhầy giúp giảm viêm.